# Tyranneau ventru
Phylloscartes ventralis
Espèce
Statut de conservation UICN

 LC  : Préoccupation mineure
Le Tyranneau ventru (Phylloscartes ventralis) est une espèce de passereau de la famille des Tyrannidae,.

## Systématique et distribution
Cet oiseau est représenté par trois sous-espèces selon la classification de référence du Congrès ornithologique international (version 9.1, 2019) :
- Phylloscartes ventralis angustirostris (d'Orbigny & Lafresnaye, 1837) : versant est des Andes, du Pérou (département de San Martín) au nord de la Bolivie ;
- Phylloscartes ventralis tucumanus Zimmer, JT, 1940 : Andes du nord-ouest de l'Argentine (de la province de Jujuy à celles de Tucumán et de Catamarca) ;
- Phylloscartes ventralis ventralis (Temminck, 1824) : dans une zone allant du sud-est du Brésil (Minas Gerais) à l'Uruguay, à l'est du Paraguay et au nord-est de l'Argentine[1],[2],[4].